# Reino da Albânia (1928-1939)
O Reino da Albânia foi uma monarquia constitucional na Albânia entre 1928 e 1939. Durante este período, a Albânia foi um protetorado de facto do Reino da Itália A Albânia foi declarada uma monarquia constitucional pela Assembleia Constituinte, e Ahmet Bey Zogu foi coroado Rei sob o título de Zog I. O reino foi a restauração da identidade real que ainda sobrevivia desde o reinado de Skanderbeg no século XV. Também garantiu a permanência da democracia e da ordem na Albânia, que tinha acabado de recuperar sua independência do Império Otomano em 1912.  O reino foi apoiado pelo regime fascista na Itália e os dois países estabeleceram relações estreitas até a invasão repentina da Itália no país em 1939.

## Reinado de Zog I
Em 1928, Zogu garantiu o consentimento do Parlamento para a sua própria dissolução. Uma nova assembleia constituinte alterou a Constituição, tornando a Albânia um reino e transformando Ahmet Bey Zogu em  Zog I, "Rei dos albaneses". O reconhecimento internacional chegou imediatamente, mas muitos albaneses consideraram a dinastia nascente do seu país como uma farsa trágica. A nova Constituição aboliu o Senado albanês, criando uma Assembleia Nacional unicameral, mas o Rei Zog manteve os poderes ditadoriais que ele já havia tido como presidente,
Logo após sua coroação, Zog rompeu seu noivado com a filha de Shefqet Verlaci, e Verlaci retirou seu apoio ao rei e começou a conspirar contra ele. Zog tinha acumulado um grande número de inimigos ao longo dos anos, e a tradição albanesa da vingança exigia que eles tentassem matá-lo. Zog cercou-se de guardas e raramente aparecia em público. Partidários do rei desarmaram todas as tribos da Albânia, com exceção de sua própria tribo Mati e seus aliados, os Dibra. No entanto, em uma visita a Viena em 1931, Zog e os seus guarda-costas tiveram uma batalha armada com supostos assassinos sobre as escadarias da Opera House.
O exército albanês, embora sempre inferior a 15.000 homens, minou os fundos do país, e os italianos monopolizaram a formação das forças armadas, irritando a opinião pública. Em contrapartida, Zog  manteve oficiais britânicos na Gendarmaria italiana, apesar da forte pressão para removê-los. Em 1931, Zog abertamente levantou-se contra os italianos, se recusando a renovar a Primeiro Tratado de Tirana de 1926 .
Em 1932 e 1933, a Albânia não pôde fazer o pagamento de juros sobre os empréstimos da Sociedade para o Desenvolvimento Económico da Albânia. Respondendo, Roma virou a pressão, exigindo que o governo albanês indicasse italianos para dirigir a Gendarmaria, juntar a Itália em uma união aduaneira; conceder Itália controle de açúcar do país, o telégrafo, e os monopólios sobre a energia elétrica; ensinar o idioma italiano em todas as escolas albanesas, e admitir colonos italianos. Zog recusou. Em vez disso, ele ordenou que o orçamento nacional fosse reduzido em 30 por cento, negou provimento aos conselheiros militares italianos, e nacionalizou escolas católicas na parte norte do país.
Em junho de 1934, a Albânia assinou acordos comerciais com a Iugoslávia e a Grécia, e Benito Mussolini suspendeu todos os pagamentos a Tirana. Uma tentativa italiana para intimidar os albaneses, enviando uma frota de navios de guerra para a Albânia falhou porque os albaneses só permitiram que as forças desembarcassem desarmadas. Mussolini, em seguida, tentou subornar os albaneses. Em 1935, ele apresentou ao governo albanês 3 milhões de francos ouro como um presente.
O sucesso de Zog em derrotar duas rebeliões locais convenceu Mussolini de que os italianos tinham de chegar a um novo acordo com o rei albanês. Um governo de jovens liderado por Mehdi Frasheri, um administrador Bektashi, ganhou um compromisso da Itália para cumprir as promessas financeiras que Mussolini tinha feito à Albânia e à concessão de novos empréstimos para a melhoria do porto de Durrës e outros projetos que mantiveram o governo albanês à tona. Logo os italianos começaram a tomar posições no serviço público da Albânia, e colonos italianos foram autorizados a entrar no país.

## Economia e Condições Sociais
Os 11 anos da história albanesa sob o rei Zog destacam-se por uma grande onda de modernização do país, que sofreu cinco séculos de domínio turco-otomano. Apesar de ser a menor, a Albânia cresceu e tornou-se uma das nações mais desenvolvidas dos Balcãs. Sua prosperidade foi temporariamente atingida pela Grande Depressão e revivida na década de 1930, finalmente sendo interrompida pela Segunda Guerra Mundial, e depois, pelo governo comunista liderado por Enver Hoxha.
Através de toda a turbulência do período entre-guerras, a Albânia se manteve como a nação mais economicamente atrasado da Europa. Os camponeses representaram a grande maioria da população albanesa. A Albânia não tinha praticamente nenhuma indústria, e o potencial do país para a energia hidrelétrica foi praticamente inexplorado. O petróleo representava o principal recurso extraível do país. Um oleoduto entre o campo de petróleo de Kuçovë e o porto de Vlorë iniciou transferências aceleradas de petróleo bruto para as refinarias da Itália após os italianos assumirem concessões de perfuração de petróleo de todas as outras empresas estrangeiras, em 1939. A Albânia também possuía betume, lignite, ferro, cromo, cobre, bauxita, manganês, ouro e outros. Shkodër tinha uma fábrica de cimento; Korçë, uma cervejaria, e Durrës e Shkodër, fábricas de cigarros que usaram o tabaco cultivado localmente.
Durante grande parte do período entre guerras, os italianos detiveram a maioria dos trabalhos técnicos na economia albanesa. As principais exportações da Albânia foram petróleo, peles de animais, queijos, gado, e os ovos; e as principais importações eram de grãos e outros produtos alimentares, produtos metálicos e máquinas. Em 1939, o valor das importações da Albânia ultrapassou o de suas exportações em cerca de quatro vezes. Cerca de 70 por cento das exportações da Albânia foram para a Itália. As fábricas italianas forneciam cerca de 40 por cento das importações da Albânia, e o governo italiano pagava o resto.
Pobre e remota, Albânia permaneceu décadas atrás dos outros países dos Balcãs no desenvolvimento educacional e social. Apenas cerca de 13% da população vivia nas cidades. O analfabetismo flagelava quase toda a população. Cerca de 90 por cento dos camponeses do país, praticavam a agricultura de subsistência, utilizando antigos métodos e ferramentas, tais como arados de madeira. Grande parte das mais ricas terras agrícolas do país estavam sob a água em pântanos costeiros infectados com malária. A Albânia carecia de um sistema bancário, ferrovias, portos modernos, militares eficientes, universidades, e uma imprensa moderna. Os albaneses tinham a maior taxa de mortalidade infantil da Europa e a expectativa de vida para os homens era de cerca de 38 anos.
A Cruz Vermelha americana abriu escolas e hospitais em Durrës e Tirana, e um funcionário da Cruz Vermelha fundou um capítulo albanês dos escoteiros que todos os meninos entre doze e dezoito anos de idade foram obrigados a aderir posteriormente por lei. Apesar de centenas de escolas abertas em todo o país, em 1938, apenas 36 por cento de todas as crianças albanesas em idade escolar estavam recebendo educação de qualquer tipo.
Apesar das escassas oportunidades educacionais, a literatura floresceu na Albânia entre as duas guerras mundiais. Um padre franciscano, Gjergj Fishta, considerado o maior poeta da Albânia, dominou a cena literária com os seus poemas sobre a perseverança dos albaneses durante sua busca pela liberdade.

## Ocupação Italiana
Como Alemanha nazista havia anexado a Áustria e invadido a Tchecoslováquia, a Itália viu-se tornar um membro de "segunda classe" do Eixo. O nascimento iminente de uma criança albanesa pertencente à família real, entretanto, ameaçou dar uma dinastia Zog duradoura. Depois que Adolf Hitler invadiu a Checoslováquia (15 de março de 1939) sem notificar previamente, Mussolini, o ditador italiano, decidiu avançar com a sua própria anexação da Albânia. O Rei da Itália, Vítor Emanuel III criticou o plano de tomar Albânia como um risco desnecessário.
Roma, entretanto, emitiu um ultimato a Tirana em 25 de março de 1939, exigindo que a adesão da Albânia à ocupação da Itália. Zog se recusou a aceitar dinheiro em troca de uma aquisição completa italiana e colonização da Albânia, e em 7 de abril de 1939, as tropas de Mussolini invadiram a Albânia. Apesar de alguma resistência obstinada, especialmente em Durrës, os italianos fizeram um curto trabalho na Albânia.
Recusando-se a tornar-se um fantoche italiano, o rei Zog, sua esposa, a rainha Geraldine Apponyi, e seu filho, Leka fugiram para a Grécia e finalmente para Londres. Em 12 de abril, o parlamento albanês votou para unir o país com a Itália. Vitor Emanuel III tomou a coroa albanesa, e os italianos estabeleceram um governo fascista sob Shefqet Verlaci e logo absorveram o serviço militar e diplomático da Albânia na Itália.

## Legado
Zog ainda era o monarca legítimo do país, mas ele não iria conseguir o título de volta. Os Partisans comunistas durante e depois da guerra, apoiados pela Iugoslávia e União Soviética, suprimiram os movimentos nacionalistas albaneses e instalaram um regime stalinista que iria durar cerca de 46 anos. o Rei Zog foi proibido de entrar na Albânia pelos comunistas e viveu no exílio durante o resto de sua vida.